# Laxotela elongata
Laxotela elongata är en tvåvingeart som beskrevs av Shaun L. Winterton 2007. Laxotela elongata ingår i släktet Laxotela och familjen stilettflugor. Inga underarter finns listade i Catalogue of Life.